# Ernst Daniel Adami
Ernst Daniel Adami (ur. 19 listopada 1716 w Zdunach, zm. 29 czerwca 1795 w Prudniku) – niemiecki kapelmistrz, organista, nauczyciel, pisarz, dyrygent chóru i ewangelicki teolog.

## Życiorys
Ojciec Adamiego chciał, żeby jego syn został rzemieślnikiem, jednak młody Ernest zaczął interesować się literaturą i muzyką. Po pierwszych prywatnych lekcjach muzyki poszedł do gimnazjum w Toruniu, gdzie śpiewał w chórze. Po ukończeniu szkoły została mu polecona praca wychowawcy dla syna hrabiego von Dohna-Wartenburg-Leistnau. Po pobycie w Strasburgu i Królewcu Adami w 1738 wyjechał na Uniwersytet w Jenie, gdzie studiował teologię. Około 1740 otrzymał tytuł magistra. Rok później wrócił do Zdun. W 1743 Adami został dyrektorem muzycznym szkoły łacińskiej w Kamiennej Górze. Pełnił tę funkcję do wyjazdu w 1757, kiedy to przyjął posadę duszpasterską. 18 sierpnia 1760 Adami poślubił w Zdunach Annę Rosinę Predel. Po kilku stanowiskach parafialnych Adami w 1763 zamieszkał w Prudniku, gdzie przebywał do śmierci.

## Twórczość

### Praca muzyczna
Adami pozostawił kilka dzieł muzycznych, w tym Vernünftige Gedanken über den dreifachen Widerschall vom Eingange des Adersbachischen Steinwaldes im Königreich Böhmen z 1750, oraz Philosophisch-musikalische Abhandlung über das göttlich Schöne der Gesangsweise in geistlichen Liedern bei öffentlichem Gottesdienste z 1755. Skomponował także kilka kantat.

### Studia regionalne
Adami napisał parę publikacji historycznych o Śląsku:
- 1751: „Unvorgreifliche Gedancken über die ehmahlige Hut auf dem so genandten Burg-Berge bey Landeshut in Schlesien, und was sonst auf demselben beträchtliches von Alterthümern vorkommt…”[2]
- 1753: „De Eruditis Landeshutta oriundis: oder das gelehrte Landeshut in Schlesien; das ist umständliche Lebens-Beschreibungen gelehrter Landeshütter, die aus dessen Weichbilde entsprungen und sich durch ihre Verdienste auser und in dem Vaterlande bekannt gemacht, und noch mit ihrem Fleiße hervorthun; aus verschiedenen glaubwürdigen Urkunden als einen Beytrag zur Schlesischen gelehrten Geschichte zusammen getragen”
- 1753: „Versuch einer Religions-Geschichte von Landeshut in Schlesien … bis 1635”
- 1756: „Freye Gedanken über das Seltne und Betrachtungs würdige an einem zu Landeshutt 1755 gefällten Buchen-Baum mit welchen die physicalische Mögligkeit deßselben aus sichren Gründen der Natur Wißenschafft darstellet”